# Emptinal
Emptinal est un hameau belge de l'ancienne commune d'Emptinne, situé dans les communes de Hamois et de Ciney et la province de Namur.
Ce hameau du Condroz a la particularité d'être à cheval sur deux communes : Hamois et Ciney. 
La chapelle Sainte-Madeleine se trouve sur le territoire de Ciney. La limite communale se situe au niveau de la grille d'accès, au pied sud de l'édifice. La Chapelle Sainte-Madeleine et le mur du cimetière constitue un ensemble classé au niveau du patrimoine historique de Wallonie (Code SPW : 91030-CLT-0014-01).

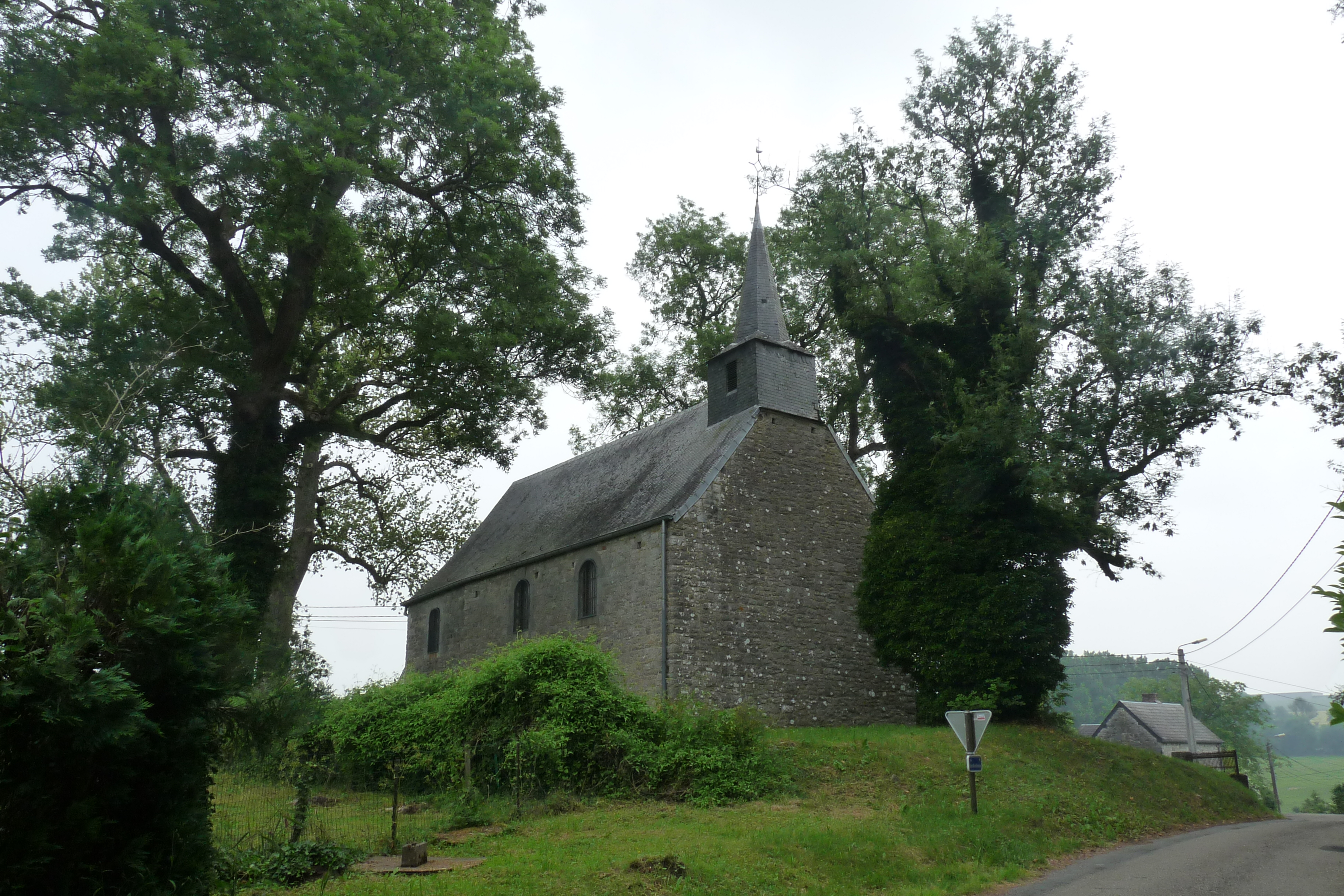
Chapelle Sainte-Madeleine d'Emptinal